# José Antonio Fortea
José Antonio Fortea Cucurull (Barbastro, 11 ottobre 1968) è uno scrittore, presbitero cattolico spagnolo.
Ex esorcista, fu autore del trattato di demonologia Summa Daemoniaca. Fu uno degli esorcisti più famosi in Spagna.

## Biografia
Figlio unico di un uomo d'affari, il padre non si aspettava che diventasse sacerdote, bensì che si prendesse cura dell'azienda di famiglia. Per sua ammissione, fino all'adolescenza padre Fortea non attribuiva alcune importanza alla religione e riteneva un anacronismo il concetto di peccato, valutando la Chiesa al pari della mitologia greca. In quel periodo aveva come progetto futuro quello di proseguire gli studi nella facoltà di giurisprudenza.
All'età di 15 anni ebbe la propria conversione religiosa. Nelle sue stesse parole: "capii che era un peccatore e che la Chiesa era la verità". Egli attribuì questa conversione a una grazia di Dio. Nello stesso anno prese in considerazione la possibilità di diventare sacerdote. Dopo aver cercato una guida spirituale in vista di questo nuovo percorso, fece proprio il consiglio di un sacerdote che gli suggerì di entrare in seminario, per escludere ogni dubbio. Una volta entrato in seminario, capi chiaramente che il sacerdozio era la sua vocazione.
Successivamente, conseguì il baccalaureato in teologia presso l'Università di Navarra e e la laurea presso l'Università di Comillas. Specializzato in storia della Chiesa, si laureò con una tesi sul tema dell'esorcismo intitolata El exorcismo en la época actual (L'Esorcismo nell'epoca attuale), diretta dal segretario della Commissione per la Dottrina della Fede della Conferenza Episcopale Spagnola. L'opera fu pubblicata con il titolo di Daemoniacum, fatto che gli procurò una certa notorietà in Spagna. Anni dopo, forte di una maggiore esperienza e conoscenza dell'argomento, diede alle stampe il volume intitolato Summa Daemoniaca conseguì un supplemento dal titolo Exorcística, che fornisce nuove risorse teoriche e casi pratici.
Più tardi, nella chiesa dove era parroco, cominciò ad occuparsi di casi legati a problemi di tipo demoniaco. E così continuò fino a quando si trasferì a Roma per proseguire il dottorato in teologia.
Nel 2015 ha conseguito il dottorato presso l'Ateneo Regina Apostolorum di Roma con la tesi Problemas teológicos de la práctica del exorcismo (Problemi teologici della pratica dell'esorcismo). Di ritorno da Roma, suggerì al proprio vescovo che avrebbe potuto servire la chiesa in modo più efficace in qualità di scrittore, dato che la diocesi era già munita di tre esorcisti.
Appartiene al presbiterio della diocesi di Alcalá de Henares, in Spagna.  In veste di esorcista, si occupò di numerosi casi di presunta possessione demoniaca.. Al riguardo scrisse il volume Anneliese Michel, a Case of Possession, relativo al caso di una ragazza tedesca posseduta e morta nel 1976.
Ritiratosi da tale attività, si dedicò alla stesura di libri, tradotti in otto lingue, e a varie conferenze. È uno degli esorcisti più famosi in Spagna.
Nel 2011 viaggiò in Europa e Sud America col documentarista norvegese Fredrik Horn Akselsen per realizzare Eksoristen i det 21. århundre (L'esorcista nel 21º secolo), filmato che mostra Fortea alle prese con gli esorcismi, andato in onda per la prima volta nel 2012 su NRK TV.

## Opere
La Summa Daemoniaca è un trattato di demonologia e un manuale per esorcisti. Il libro analizza il mondo dei demoni, lo stato di dannazione eterna dell'anima, l'interrelazione degli angeli caduti tra loro e rispetto agli angeli, agli esseri umani e a Dio.
La seconda parte tratta dei diversi fenomeni demoniaci correlati: il discernimento spirituale, come condurre un esorcismo, il fenomeno del poltergeist. Il volume si conclude quindi con una parte di riflessioni filosofiche sulla natura del male e del bene.
Romanzi
- Decalogía o Saga del Apocalipsis:
  - Cyclus Apocalypticus (2005)
  - Historia de la segunda secesión de los Estados Unidos (2005)
  - La construcción del Jardín del Edén (2005)
  - Memorias del último gran maestre templario. Año del señor 2211 (2005)
  - El juicio (2005)
  - Necronerópolis (2005)
  - Línea trocaica (2005)
  - Goedia (2005)
  - Libro noveno. Fragmentos de la época del Apocalipsis (2005)
  - Libro décimo. Fragmentos de la época del Apocalipsis (2005)
- Edipo Vasco, Libros Libres, 2004. ISBN 84-96088-29-4
- Obra Férrea Editorial Dos Latidos, Benasque 2004, ISBN 978-84-933788-1-3

Teologia dogmatica
- Daemoniacum. Tratado de demonología. Belacqua, Barcelona 2002 ISBN 84-95894-09-2
- Summa Daemoniaca. Dos Latidos, S.L.U, 2004 ISBN 84-933788-2-8 ISBN 978-84-933788-2-0
- Exorcística. Cuestiones sobre el demonio, la posesión y el exorcismo, 2007.
- Anneliese Michelle, un caso de posesión, Editorial Polwen. Polonia, 2011.
- Un Dios Misterioso, Editorial Dos Latidos. Benasque 2010.

Altre opere
- Eimeric, Nicolau: Manual de Inquisidores La Esfera de los Libros S.L. Traducción y prólogo de J.A. Fortea.
- Memorias de un Exorcista, Editorial Martínez Roca. 2008. ISBN 978-84-270-3483-9